# Microplidus fulvovittis
Microplidus fulvovittis är en skalbaggsart som beskrevs av Brancsik 1896. Microplidus fulvovittis ingår i släktet Microplidus och familjen Melolonthidae. Inga underarter finns listade i Catalogue of Life.